# Công thức 1
Công thức 1, (Formula One, thường viết tắt là F1), là hạng đua xe quốc tế cao nhất dành cho công thức xe đua một chỗ ngồi bánh hở được chấp thuận bởi Liên đoàn Ô tô Quốc tế (Fédération Internationale de l'Automobile, viết tắt là FIA). FIA Formula One World Championship đã là một trong những hình thức môn thể thao mô tô hàng đầu thế giới kể từ lần đầu tiên diễn ra vào năm 1950 và thường được coi là đỉnh cao của môn thể thao mô tô. Từ công thức trong tên gọi đề cập đến bộ quy tắc mà tất cả các xe tham gia phải tuân theo. Một mùa giải Công thức 1 bao gồm một loạt các cuộc đua, được gọi là Grands Prix. Các giải Grands Prix diễn ra ở nhiều quốc gia và châu lục trên các đường đua được xây dựng có mục đích hoặc trên các con đường đóng.
Một hệ thống tính điểm được sử dụng tại Grand Prix để xác định hai Giải vô địch thế giới hàng năm: một cho các tay đua, và một cho các nhà xây dựng—bây giờ đồng nghĩa với các đội. Mỗi tay đua phải có Giấy phép siêu cấp hợp lệ, loại giấy phép đua xe cao nhất do FIA cấp, và các cuộc đua phải được tổ chức trên Đường đua Cấp độ Một, cấp độ cao nhất do FIA cấp cho các đường đua.
Xe Công thức 1 là những xe đua đường trường được quản lý nhanh nhất thế giới, nhờ tốc độ vào cua cao đạt được bằng cách tạo ra một lượng lớn lực ép xuống khí động học, phần lớn được tạo ra bởi cánh trước và sau, cũng như hầm gầm xe. Những chiếc xe phụ thuộc vào thiết bị điện tử, khí động lực học, hệ thống treo và lốp xe. Hệ thống kiểm soát lực kéo, kiểm soát khởi động, chuyển số tự động và các hệ thống hỗ trợ lái xe điện tử khác lần đầu tiên bị cấm vào năm 1994. Chúng đã được đưa trở lại trong thời gian ngắn vào năm 2001 và lần lượt gần đây đã bị cấm kể từ năm 2004 và 2008.
Với chi phí trung bình hàng năm để điều hành một nhóm—thiết kế, xây dựng và bảo dưỡng ô tô, tiền lương, vận chuyển—vào khoảng Lỗi Lua trong package.lua tại dòng 80: module 'Module:Currency/Presentation' not found. triệu, Các cuộc chiến tài chính và chính trị của Công thức 1 được đưa tin rộng rãi. Formula One Group được sở hữu bởi Liberty Media, đã mua lại công ty này vào năm 2017 từ công ty cổ phần tư nhân CVC Capital Partners với giá {{currency}} – invalid amount (help).

## Lịch sử
Loạt cuộc đua Công thức 1 có nguồn gốc từ Giải Grand Prix đua Mô tô vào những năm 1920 và 1930. "Công thức" là một tập các quy định mà tất cả những người và xe tham gia phải tuân thủ. Giải Công thức 1 chỉ được chấp thuận sau Chiến tranh thế giới thứ hai vào năm 1946, với cuộc đua không tính vô địch đầu tiên được tổ chức vào năm đó. Một số tổ chức đua xe Grand Prix đã đặt ra các luật lệ dành cho Giải vô địch Thế giới từ trước chiến tranh, nhưng do chiến tranh trì hoãn, Giải vô địch Các tay đua Thế giới không trở thành giải chính thức cho đến năm 1947. Cuộc đua vô địch thế giới đầu tiên được tổ chức tại Silverstone, Anh vào năm 1950. Một giải vô địch dành cho đội đua diễn ra tiếp đó vào năm 1958. Các giải vô địch quốc gia được tổ chức tại Nam Phi và Anh vào thập niên 1960 và 1970. Các cuộc đua Công thức 1 không tính vô địch được tổ chức trong nhiều năm nhưng do chi phí cho cuộc đua ngày càng cao, cuộc đua không tính vô địch cuối cùng diễn ra vào năm 1983.

### Các cuộc đua trở lại (1950–1958)

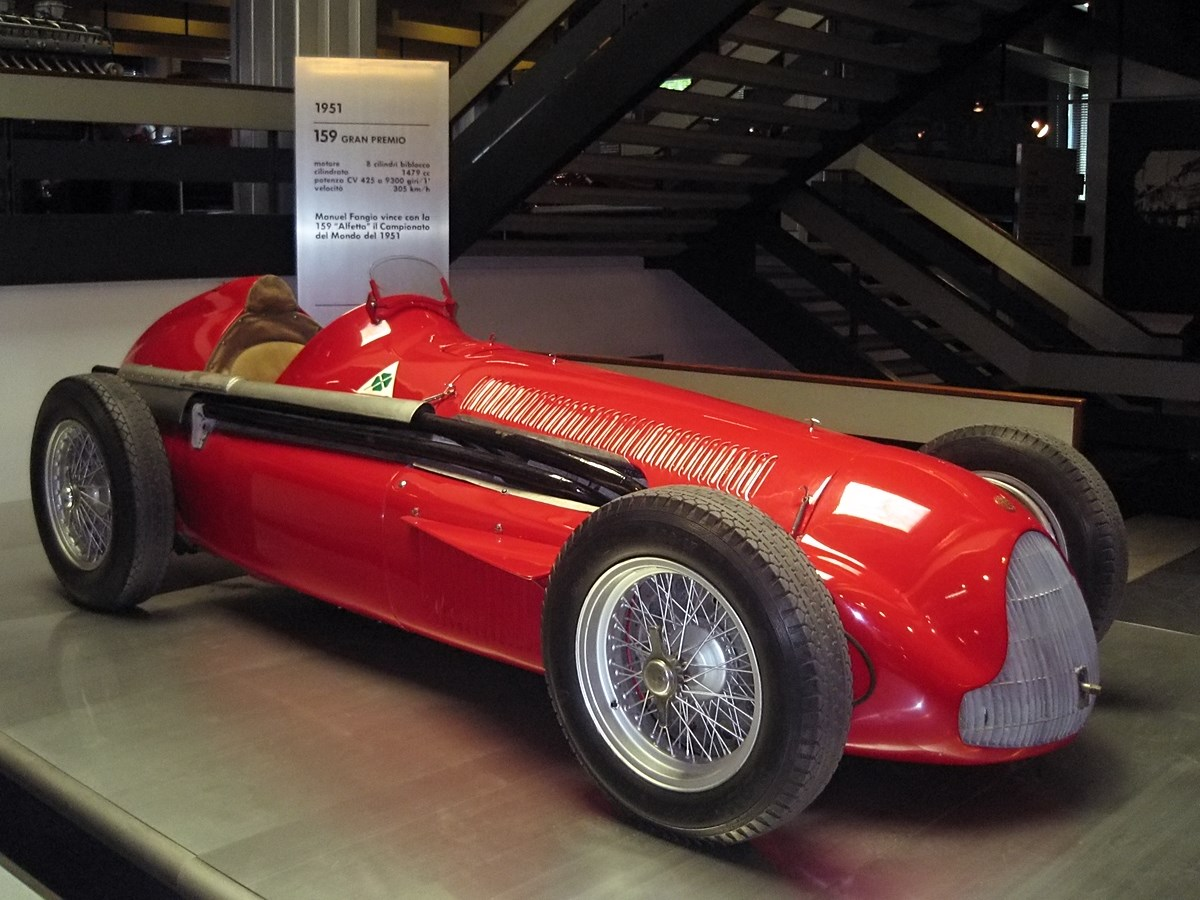
Chiếc Alfa Romeo 159 đã cùng Juan Manuel Fangio giành chiến thắng trong năm 1951.

Nhà vô địch Giải vô địch Thế giới Công thức 1 đầu tiên là tay đua người Ý Giuseppe Farina trong chiếc Alfa Romeo trong năm 1950, chỉ vừa vặn đánh bại đồng đội người Argentina Juan Manuel Fangio của ông. Tuy nhiên Fangio đã giành lại chức vô địch các năm 1951, 1954, 1955, 1956 và 1957 (kỷ lục 5 lần giành chức vô địch thế giới của ông đã tồn tại suốt 45 năm cho đến khi tay đua người Đức Michael Schumacher giành được chức vô địch thứ 6 vào năm 2003), mạch chiến thắng của ông bị ngắt trong 2 năm 1952 và 1953 do chấn thương, và người đoạt giải trong các năm đó là Alberto Ascari của đội đua Ferrari. Mặc dù Stirling Moss thường xuyên thi đấu, ông chưa bao giờ giành được một Chức vô địch Thế giới nào, và được xem là tay đua vĩ đại nhất chưa từng giành được danh hiệu nào.
Khoảng thời gian này là khoảng thời gian thống trị của những đội đua do những nhà sản xuất xe hơi phổ thông điều hành - Alfa Romeo, Ferrari, Mercedes Benz và Maserati - tất cả các đội đua này đều đã thi đấu từ trước chiến tranh. Mùa giải đầu tiên, các đội đua sử dụng những chiếc xe trước thế chiến như 158 của Alfa. Chúng đều có động cơ phía trước, bánh xe có ta-lông hẹp và động cơ hút thường 4,5 l hoặc tăng áp 1,5 l. Giải vô địch thế giới các năm 1952 và 1953 áp dụng quy định của Công thức 2, với những chiếc xe nhỏ hơn, yếu hơn, do lo ngại về số lượng xe hơi Công thức 1 không có nhiều trên thị trường. Khi quy định Công thức 1 mới, với động cơ giới hạn còn 2,5 l, được tái áp dụng vào năm 1954, Mercedes-Benz đã cho ra mắt chiếc W196 cải tiến, trong đó có một số sáng kiến đáng chú ý như van điều khiển vòng (desmodromic valve) và phun nhiên liệu cũng như thân xe đóng kín có hình dáng thuôn hơn. Mercedes đã giành chức vô địch tay đua trong hai năm, trước khi rút ra khỏi tất cả các giải đua mô tô sau Cuộc khủng hoảng Le Mans 1955.

### Những cải tiến vĩ đại (1959–1980)

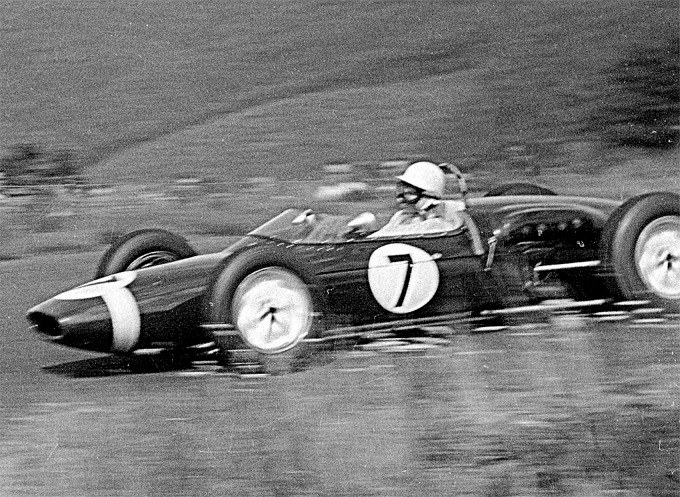
Stirling Moss tại Nürburgring vào năm 1961.

Sự cải tiến lớn về công nghệ đầu tiên, đó là sự tái sản xuất các loại hơi có động cơ tầm trung của Cooper (theo sau chiếc Auto Union tiên phong của Ferdinand Porsche vào những năm 1930), lấy ý tưởng từ những mẫu thiết kế Công thức 3 thành công của công ty, diễn ra vào những năm 1950. Tay đua người Úc Jack Brabham, nhà vô địch thế giới vào năm 1959, 1960 và 1966, đã nhanh chóng chứng tỏ được tính ưu việt của mẫu thiết kế mới. Đến năm 1961, tất cả những tay đua thi đấu đã chuyển sang các loại xe hơi động cơ tầm trung.
Nhà vô địch Thế giới người Anh đầu tiên là Mike Hawthorn, người lái một chiếc Ferrari giành được danh hiệu vào năm 1958. Tuy nhiên, khi Colin Chapman gia nhập làng với vai trò nhà thiết kế khung gầm và sau đó là người thành lập Team Lotus, Đội đua xanh của Anh bắt đầu thống trị các đường đua trong thập niên tiếp theo. Với Jim Clark, Jackie Stewart, John Surtees, Jack Brabham, Graham Hill, và Denny Hulme, các tay đua của đội Anh và Khối thịnh vượng chung đã giành được mười hai chức vô địch thế giới từ năm 1962 đến 1973.
Vào năm 1962, Lotus giới thiệu chiếc xe hơi có miếng gầm khung bằng nhôm gắn liền với thân thay cho kiểu thiết kế dạng khung truyền thống. Cải tiến này đã được chứng minh là bước đột phá vĩ đại nhất về công nghệ kể từ khi những chiếc xe hơi động cơ tầm trung ra mắt. Vào năm 1968, Lotus sơn lại tất cả chiếc xe của đội sang màu gan của hãng Imperial Tobacco, từ đó giới thiệu hình thức tài trợ vào môn thể thao.
Lực ép xuống của động lực học dần dần trở nên quan trọng trong mẫu thiết kế xe kể từ khi có sự xuất hiện của cánh máy bay vào cuối thập niên 1960. Vào cuối thập niên 1970, Lotus giới thiệu khí động lực học về hiệu ứng mặt đất cung cấp lực ép xuống khổng lồ và làm tăng đáng kể tốc độ bẻ cua (mặc dù khái niệm này trước đây đã được dùng trong Chaparral 2J của Jim Hall vào năm 1970). Các lực động lực học tác động lên xe lớn quá lớn (lên đến 5 lần trọng lượng xe) đến nỗi cần những lò xo cực cứng để duy trì một khoảng sáng gầm xe cố định, khiến cho nhíp xe gần như rắn, và bất kỳ một độ nhún nào giữa xe và người với độ bấp bênh của mặt đường phụ thuộc hoàn toàn vào bánh xe.

## Các quy định và kỹ thuật theo dòng thời gian
Trước Chiến tranh thế giới thứ hai, bên cạnh các quy định cho ô tô chuyên dùng trong các giải Grand Prix còn có một loại khung xe rẻ tiền hơn gọi là voiturettes (xe con), cho phép có động cơ lắp máy nén đến 1.500 cm³.
Dưới áp lực của hai đội Grand Prix của Đức, Mercedes-Benz và Auto Union, hai đội mà không được sự đồng tình ở nước ngoài cả về chính trị lẫn về thể thao, nên vào cuối thập niên 1930 đã có những cố gắng hủy bỏ những quy định thời bấy giờ và đưa các voiturettes trở thành hạng Grand Prix. Ngoài việc khả năng cạnh tranh của các nhà sản xuất Anh, Pháp và Ý được cải thiện rõ rệt, các đổi mới về an toàn cũng được nêu lên làm lý do cho việc thay đổi các quy định. Vì thế giải Grand Prix ở Tripoli (Libya) năm 1939 được tổ chức cho các voiturettes, nhưng mặc dù vậy Mercedes-Benz đã đoạt giải một cách bất ngờ với một chiếc ô tô được chế tạo mới đặc biệt cho mục đích này.
Ngay sau chiến tranh các xe đua voiturettes vẫn được chế tạo, đặc biệt là bởi Alfa Romeo, nên Liên đoàn Ô tô Quốc tế (FIA) đã điều chỉnh lại các quy định dành cho các xe đua Grand Prix có hiệu lực từ năm 1947: trong hạng từ đó được gọi là Formula 1 cho phép các động cơ lắp máy nén (supercharged engine) có dung tích đến 1.500 cm³ và động cơ hút (atmospheric engine) đến 4.500 cm³. Thêm vào đó Formula 2 được định nghĩa cho loại động cơ hút có dung tích đến 2.000 cm³.
Các cuộc đua xe riêng lẻ cho giải Grand Prix được tổ chức theo các quy định này, loạt đua hay giải vô địch châu Âu như trước chiến tranh không còn nữa. Nhưng khi Liên đoàn mô tô Quốc tế (Fédération Internationale de Motocyclisme - FIM) tổ chức giải vô địch thế giới vào năm 1949, FIA phản ứng bằng giải vô địch thế giới trong năm 1950. Cuộc đua xe đầu tiên của giải vô địch thế giới mới diễn ra vào ngày 13 tháng 5 năm 1950 ở Silverstone (Anh).
Để củng cố cho yêu cầu tự đưa ra là một giải vô địch thế giới mặc dù gần như chỉ có châu Âu tham dự, trong thời gian từ 1950 đến 1960 cuộc đua 500 dặm ở Indianapolis (Hoa Kỳ) đã được cho điểm của giải vô địch thế giới mặc dầu thi theo các quy định hoàn toàn khác.
Trong 2 năm đầu tiên xe Alfetta trang bị động cơ có máy nén của Alfa Romeo, xe có nhiều điểm tương tự như các thiết kế trước chiến tranh, tiếp tục chiếm ưu thế. Tuy vậy cuối năm 1951 Alfa Romeo rút lui ra khỏi môn thể thao đua xe này sau hai thập niên đạt được nhiều thành tích. Vì chỉ còn có Ferrari, lãnh đạo đua xe của Alfa, là có khả năng thiết kế các loại xe đua F1 có thể cạnh tranh nên giải vô địch thế giới các năm 1952 và 1953 tạm thời được tổ chức cho loại xe F2 ít tốn kém hơn hơn. Mặc dù vậy Ferrari vẫn chiếm ưu thế trong các năm này và đều đoạt giải với Alberto Ascari.
Năm 1954 quy định mới ít tốn kém hơn (F1 với động cơ hút đến 2.500 cm³ hay động cơ có máy nén đến 750 cm³, F2 đến 1.500 cm³) ra đời, vì thế nhiều hãng xe trong đó có Mercedes quyết định lại tiếp tục tham dự.

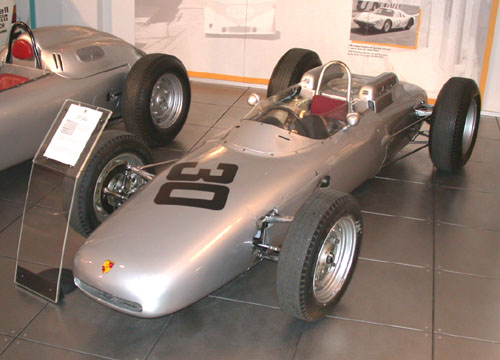
Porsche 804 Xe đua Công thức 1 năm 1962

Từ 1961 đến 1965 các quy định cũ dùng cho F2 trở thành F1 làm cho các đội nhỏ của Anh đang chiếm ưu thế giận dữ vì họ không tự chế tạo động cơ được. Porsche đã chế tạo xe cho F2 đạt được nhiều thành tích từ nhiều năm nên việc đi lên F1 trở nên gần gũi. Thế nhưng chiếc động cơ 4 xi lanh có nguồn gốc từ Volkswagen không thể cạnh tranh được. Khung xe kiểu 718 cũng quá nặng nề so với các đối thủ. Với kiểu 804 mới có động cơ 8 xi lanh Porsche chiến thắng duy nhất một lần ở giải vô địch thế giới tại Rouen (Pháp) năm 1962 với Dan Gurney. Cuối mùa đua xe năm đó Porsche rút lui khỏi hạng F1 do tốn kém và do không sản xuất hằng loạt được và lại tập trung vào sản xuất ô tô thể thao vốn là lĩnh vực của họ.
Vì xe thể thao và ngay cả một số xe được sản xuất hằng loạt vào thời gian này có công suất lớn hơn cả loại gọi là cao nhất này nên vào năm 1966 các quy định lại được thay đổi bằng cách nâng gấp đôi dung tích xy lanh (3.000 cm³ cho động cơ hút, 1.500 cm³ cho động cơ có máy nén).
Động cơ Repco tương đối đơn giản chiếm ưu thế trong hai năm đầu tiên của hạng 3 lít vì sau khi quy định thay đổi trong thời gian ngắn không có động cơ nào thích hợp. Ngay cả Ferrari cũng phải mang một động cơ xe đua thể thao nhỏ cùng với một thiết kế sai lầm ra đường đua. BRM chồng hai động cơ 8 xi lanh lên thành một chiếc H16 và được gọi là "quái vật", Maserati khởi động lại một động cơ V12 từ thời đại 2.500 cm³ của thập niên 1950. Các động cơ được khoan thêm thành khoảng 2 lít của Coventry-Climax đã qua thử thách vẫn tiếp tục giành chiến thắng. Thế nhưng công ty này không muốn đầu tư vào phát triển một động cơ 3 lít nên rút lui khỏi F1.
Trong những năm từ 1968 đến 1982 động cơ được bán tự do V8-DFV Cosworth của Ford chiếm ưu thế trong F1 vì nhiều đội với động cơ này và cùng với 12 người lái xe đã giật giải vô địch thế giới trong tổng cộng 155 cuộc đua. Ferrari đoạt giải một lần với chiếc V12 có công suất mạnh hơn một ít, BRM với chiếc V12 chiến thắng một vài lần.
Bắt đầu từ năm 1977 Renault đưa động cơ turbo vào F1 và chiến thắng lần đầu với động cơ này vào năm 1979. Cho đến năm 1982 các động cơ hút tiết kiệm hơn, tin cậy hơn, ít tốn kém hơn và dễ lái hơn vẫn tiếp tục nắm giữ ưu thế mặc dù có công suất nhỏ hơn ngày càng thấy rõ. Bắt đầu từ năm 1983 các động cơ turbo có công suất mạnh hơn cuối cùng cũng chiếm ưu thế, trong các vòng chạy thử đã có thể tạo công suất cao hơn 1.000 mã lực rất nhiều trong khoản thời gian ngắn và vì thế đẩy lùi các lái xe động cơ hút xuống phần phía sau của đội hình khởi hành.
Các động cơ Cosworth đã qua thử thách với khoảng 500 mã lực sau đó được sử dụng trong Formula 3000, hạng đua thay thế Formula 2 với các động cơ đua 2.000 cm³.
Chiếc xe đua mạnh nhất từ trước đến nay trong Công thức 1 là chiếc Benetton-BMW năm 1986 với 1.350 mã lực được điều khiển bởi tay đua người Áo Gerhard Berger, chiếm giải Grand Prix của México trong cùng năm. Sau đó Berger tường thuật lại là "chiếc ô tô này gần như không thể chạy được vì mạnh quá", tức là phải hết sức cực nhọc mới điều khiển được chiếc xe.

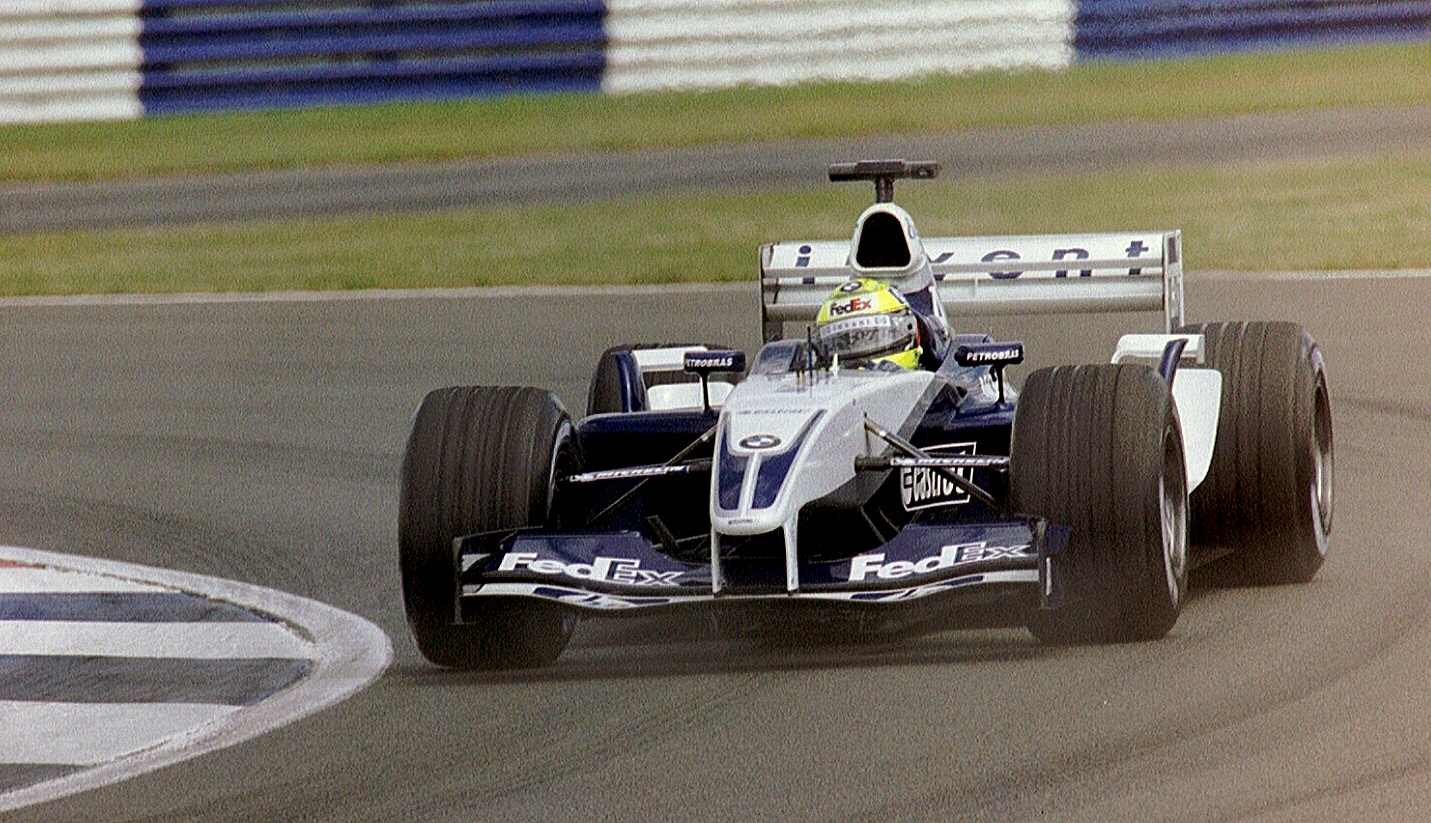
Ralf Schumacher trong chiếc BMW-Williams (2003)

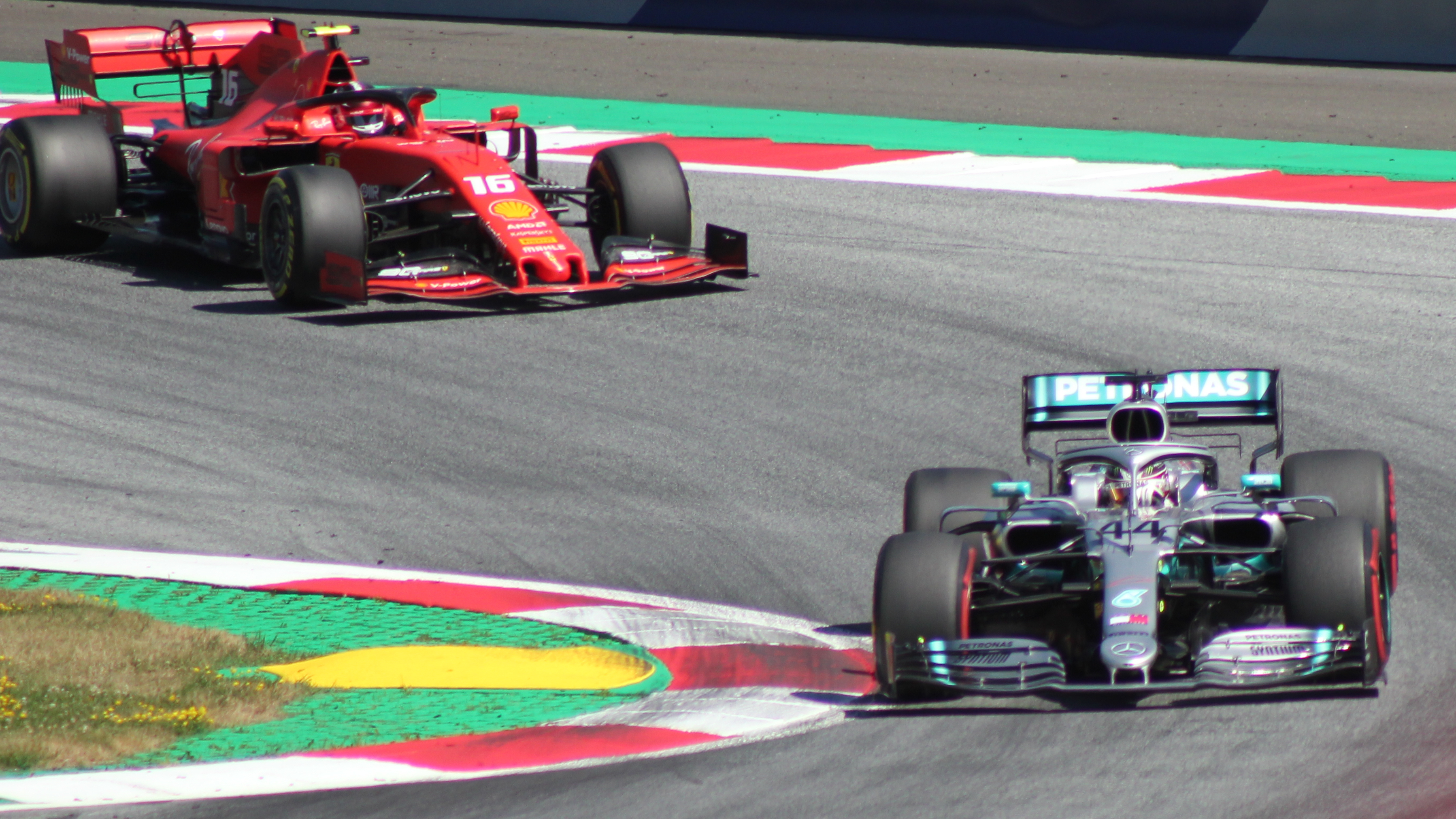
Lewis Hamilton trong xe Mercedes AMG F1 và Charles Leclerc trong xe Ferrari (2019)

Bắt đầu từ năm 1989 các động cơ turbo bị cấm và chỉ còn cho phép các động cơ hút đến 3.500 cm³ (để phân biệt với F3000 với dung tích là 3.000 cm³), được sử dụng trong các loại V8, V10, V12 và ngay cả cho W12. Renault giới thiệu bộ điều khiển van bằng khí nén thay thế các lò xo thép cho phép tăng vòng quay nhanh 12.000 vòng/phút đang thông dụng cho đến thời điểm đó.
Sau mùa đua xe năm 1994, vì có nhiều tai nạn, dung tích được giảm xuống còn 3.000 cm³, công suất giảm từ khoảng 750 xuống còn 650 mã lực.
Từ năm 1996 Ferrari thay V12 nặng và tốn nhiều nhiên liệu bằng loại V10 mà cùng với loại này Michael Schumacher đã chiến thắng được 3 cuộc đua. Ngay từ năm 1997 người ta đã đạt lại được công suất 750 mã lực bằng cách tăng vòng quay nhanh hơn 17.000 vòng/phút.
Từ mùa đua xe 2005 các xe phải qua được hai cuối tuần đua mà không phải thay thế để giảm phí tổn và kiềm chế việc tăng công suất (hiện nay vào khoản 900 mã lực ở 19.000 vòng/phút).

## Các quy định về kỹ thuật và phát triển
| Năm     | Số liệu |
| ------- | --- |
| 1950-52 | Dung tích động cơ 4,5 lít cho máy không nén và 1,5 lít cho máy nén, rút ngắn đường đua từ 500 km xuống còn 300 km hay ít nhất là 3 tiếng đồng hồ. |
| 1952/53 | Đua theo các quy định dành cho Công thức 2. |
| 1954-58 | Dung tích động cơ được quy định là 750 cm³ cho máy nén và 2,5 lít cho loại không có. Đường đua được quy định là 500 km hay 3 tiếng đồng hồ. |
| 1958-60 | Xăng máy bay nguyên chất bị cấm. Chỉ số octan được quy định từ 100 đến 139. Thời gian lái được giảm xuống còn 2 tiếng hay ít nhất là 300 km và nhiều nhất là 500 km. |
| 1961    | Quy định dung tích động cơ là 1,5 lít, loại có máy nén bị cấm. Cấm không nhẹ hơn trọng lượng tối thiểu là 450 kg, hạn chế chỉ số octan còn 100, các bình xăng phải đáp ứng được các quy định về an toàn như của máy bay. |
| 1966    | Cho phép động cơ hút 3 lít và động cơ turbo 1,5 lít, trọng lượng tối thiểu là 500 kg. |
| 1967    | Bắt buộc phải có dây an toàn và nhóm máu của người lái xe phải có trên bộ áo liền quần. |
| 1968    | Mũ bảo hiểm đầu tiên của Bell. |
| 1969    | Cấm các bộ phận hỗ trợ khí động lực, bộ truyền động 4 bánh của xe Lotus. |
| 1970    | Bắt buộc phải có thiết bị chữa cháy trên xe. |
| 1971    | Bánh xe không rãnh của Goodyear, động cơ turbo của Lotus. |
| 1976    | Wing-car-concept của Lotus, xe 6 bánh của Tyrrell Racing. |
| 1977    | Renault với động cơ turbo 1,5 lít, Michelin với lốp có bố tỏa tròn, đưa vào sử dụng hệ thống đo từ xa (telemetry). |
| 1981    | Phòng lái bằng sợi cacbon của McLaren và Lotus, hệ thống giảm xóc điều khiển bằng máy tính của Lotus. |
| 1984    | Cấm dừng đổ xăng, giới hạn xăng là 220 lít. |
| 1986    | Giới hạn xăng cho động cơ turbo là 195 lít, Benetton-BMW là chiếc xe đua mạnh nhất với 1.359 mã lực. |
| 1987    | Cho phép động cơ hút với dung tích 3,5 lít, giới hạn chiều ngang lốp xe là 30,5 cm (12 inch) ở bánh trước và 57,72 cm (18 inch) ở bánh sau. |
| 1988    | Giới hạn xăng còn 150 lít và áp suất là 2,5 bar cho loại động cơ turbo. |
| 1989    | Cấm động cơ turbo, Renault sử dụng van khí nén lần đầu tiên. |
| 1992    | Cấm "xăng design" chỉ cho phép xăng gần bình thường (có chỉ số octan nhiều nhất là 102 và tối đa là 3,7% oxy. |
| 1993    | Giới hạn bề ngang lốp xe còn 29 cm ở phía trước và 29 cm cho phía sau. |
| 1994    | Cấm các thiết bị hỗ trợ điện tử (ABS, thiết bị giảm xóc chủ động), cho phép ngừng để đổ xăng. |
| 1995    | Giới hạn dung tích xuống 3,0 lít. |
| 1998    | Cấm lốp không rãnh, đưa vào sử dụng loại lốp có rãnh (3 rãnh cho lốp trước, 4 rãnh cho lốp bánh sau). |
| 1999    | Thống nhất 4 rãnh cho lốp trước và sau. |
| 2004    | Không được thay động cơ suốt một cuối tuần đua. |
| 2005    | Không cho phép thay lốp, động cơ phải hoạt động được trong 2 cuối tuần đua. |
| 2006    | Động cơ 8 lít V8 thay vì V10 3 lít, cũng phải chạy được 2 cuối tuần đua (không được phép thay thế) nhằm giảm động cơ hiện đang vào khoản 900 mã lực xuống còn 700 mã lực. |
| 2007    | Tất cả các đội đua chỉ sử dụng lốp của một hãng - Bridgestone; Quãng đường chạy thử tối đa của một đội là 30.000 km một năm; Thời gian lái tập trước cuộc đua phân hạng là 90 phút (trước là 60 phút). |
| 2011    | Double diffuser và F-Duct sẽ bị cấm dùng. Bridgestone ra đi nhường chỗ cho Pirelli. Cánh gió sau điều chỉnh được. KERS là thứ được phép trang bị nhưng không bắt buộc. Tất cả các xe tham gia Q1 nếu có thời gian vòng nhanh nhất của mình "lớn hơn 107% so với vòng nhanh nhất của Q1 xác lập" đều bị loại khỏi cuộc đua vào ngày đua chính thức. Cho phép "team order". Tăng trọng lượng tối thiểu của chiếc xe lên mức 640 kg. |
| 2014    | Động cơ Turbo V6 thế chỗ 8 lít V8 |

## Kinh tế
Các cuộc thi thể thao của Công thức 1 được tiến hành bởi Formula One Management. Sở hữu công ty này là Slec Holdings, giám đốc Bernie Ecclestone hiện sở hữu khoản 25% công ty. Ngoài ra các ngân hàng sau đây đều có đầu tư vào Slec Holdings: BayernLB, Lehman Brothers và J. P. Morgan Chase. Các đội đua xe Công thức 1 chỉ có một phần của công ty với quyền phủ quyết.
FIA sở hữu các quyền về quảng cáo và truyền hình của các cuộc thi Công thức 1.

## Cờ hiệu
| Cờ hiệu                        | Ý nghĩa |
| ------------------------------ | --- |
| Ca rô trắng-đen                | Cuộc đua đã kết thúc khi có xe về đích.                                                                          |
| Đỏ                             | Cuộc đua bị tạm dừng. Các xe phải chạy chậm về vị trí xuất phát. Nếu phất cờ đỏ lần thứ 2 thì cuộc đua kết thúc. |
| Xanh nước biển, được để nguyên | Báo hiệu có một xe đang đến gần từ phía sau.                                                                     |
| Xanh nước biển, được vẫy       | Phải cho chiếc xe đó vượt.                                                                                       |
| Vàng                           | Cẩn thận có nguy hiểm! Các xe phải chạy chậm và cấm vượt. Xe an toàn xuất hiện                                   |
| Xanh lá cây                    | Hết nguy hiểm, chấm dứt việc cấm vượt. Xe an toàn trở về pit                                                     |
| Trắng                          | Cẩn thận, trên đường đua có xe chạy chậm.                                                                        |
| Vạch thẳng đứng đỏ và vàng     | Đường trơn trợt (có vết dầu, nước mưa...).                                                                       |
| Đen với vòng tròn cam          | Cảnh báo một xe là xe đang có trục trặc kỹ thuật phải vào pit ngay tức khắc.                                     |
| Tam giác trắng và đen          | Xe bị cảnh cáo vì có hành vi phi thể thao.                                                                       |
| Đen                            | Xe bị loại khỏi cuộc đua và phải trở về pit ngay tức khắc.                                                       |

## Các hình thức phạt
1. Xe phải chạy 1 lần qua pit mà không cần phải ngừng.
2. Phạt Stop-and-Go: xe phải chạy qua pit, dừng 10 giây trước khi được tiếp tục, trong khi dừng xe không được quyền bảo trì.
3. Quá 3 lần cảnh cáo của hội đồng đua, tay đua sẽ bị cấm tham dự 1 cuộc đua.
4. Vị trí tại cuộc đua tới sẽ bị tuột xuống 10 vị trí.
5. Cờ đen: tay đua tự động bị loại khỏi cuộc đua.

Nếu hình phạt qua 3 vòng vẫn chưa được thực hiện thì xe sẽ bị loại. Nếu hình phạt được đưa ra trong 5 vòng cuối cùng, hay ngay sau khi chấm dứt cuộc đua, thì thời gian sẽ bị cộng thêm 25 giây, không cần thiết phải chạy qua pit nữa.
Nhiều khi 1 tay đua, hay 1 đội đua, có thể bị cấm tham dự vài cuộc đua. Số lần nhiều hay ít tùy thuộc vào vi phạm của tay đua, hay đội đua đó.

## Kế hoạch
- Giải đua ô tô Công thức 1 Việt Nam